# Konsztandínosz Fortúnisz
Konsztandínosz Fortúnisz (görögül: Κωνσταντίνος Φορτούνης) (Trikálon, Görögország, 1992. október 16. –) görög labdarúgó, az Olimbiakósz játékosa. A görög válogatott tagjaként ott volt a 2012-es Európa-bajnokságon.

## Pályafutása
Fortúnisz 2008-ban hagyta el az Olimbiakósz ificsapatát, és a Trikálonhoz szerződött. Jó teljesítménye miatt 2010-ben leigazolta az Asztérasz Trípolisz. Egy PAÓK elleni meccsen mutatkozott be, első gólját pedig az AÉK ellen szerezte. A Juventus is felfigyelt rá, az olasz klub szerette volna kölcsönvenni, és jó teljesítmény esetén véglegesen is leigazolni, de az Asztérasz nemet mondott. 2011-ben az 1. FC Kaiserslauternhez igazolt.
2024. május 29-én az UEFA Európa Konferencia Liga döntőjében olasz Fiorentina ellen 1–0-ra nyert csapatával, így első görög csapatként nyertek európai kupát.

## Válogatott
Fortúnisz korábban szerepelt az U17-es, az U19-es és az U21-es görög válogatottban is. A felnőtt csapattal részt vett a 2012-es Európa-bajnokságon.

## Sikerei, díjai
- Olimbiakósz
  - Görög bajnok: 2014–15, 2015–16, 2016–17, 2019–20, 2020–21, 2021–22
  - Görög kupa: 2014–15, 2019–20
  - UEFA Konferencia Liga: 2023–24

## Fordítás
- Ez a szócikk részben vagy egészben  a   Kostas Fortounis című angol Wikipédia-szócikk fordításán alapul.  Az eredeti cikk szerkesztőit annak laptörténete sorolja fel. Ez a jelzés csupán a megfogalmazás eredetét és a szerzői jogokat jelzi, nem szolgál a cikkben szereplő információk forrásmegjelöléseként.

## Külső hivatkozások
- Fortúnisz Konsztandínosz Fortúnisz pályafutásának statisztikái a Soccerbase oldalon (angolul)

- Pályafutása statisztikái
- Adatlapja az UEFA honlapján
- Profilja az ESPN-en Archiválva 2013. január 2-i dátummal az Archive.is-en
- Adatai és statisztikái a TransferMarkt.de-n
- Adatlapja a Sportepoch.com-on
- Profilja a Kaiserslautern honlapján